# Tour de Romandía 1997
La 51.ª edición del Tour de Romandía se disputó del 6 de mayo al 11 de mayo de 1997 con un recorrido de 760,1 km dividido en un prólogo inicial y 6 etapas, con inicio en Kriegstetten, y final en Ginebra.
El vencedor fue el ruso Pavel Tonkov, cubriendo la prueba a una velocidad media de 33,9 km/h.

## Etapas[1]
| Etapa   | Recorrido                 | Km    | Ganador            |
| Prólogo | Kriegstetten              | 8,1   | Chris Boardman     |
| 1.ª     | Kriegstetten-Le Locle     | 167,8 | Giuseppe Di Grande |
| 2.ª     | Le Locle-Estavayer-le-Lac | 172,7 | Mario Cipollini    |
| 3.ª     | Estavayer-le-Lac-Monthey  | 171,1 | Mario Cipollini    |
| 4.ª     | Monthey-Veysonnaz         | 149,4 | Pavel Tonkov       |
| 5.ªa    | Montreux-Nyon             | 69,3  | Mario Cipollini    |
| 5.ªb    | Nyon-Ginebra              | 21,7  | Chris Boardman     |

## Clasificaciones
Así quedaron los diez primeros de la clasificación general de la segunda edición del Tour de Romandía
| \| 1. \| Pavel Tonkov \| Rusia \| 20h 22'46" \| \| \| 2. \| Chris Boardman \| Reino Unido \| + 45" \| \| \| 3. \| Beat Zberg \| Suiza \| + 1'04" \| \| \| 4. \| Andrei Teteriouk \| Kazajistán \| + 1'27" \| \| \| 5. \| Giuseppe Guerini \| Italia \| + 1'42" \| \| \| 6. \| Peter Meinert \| Dinamarca \| + 1'54" \| \| \| 7. \| Davide Rebellin \| Italia \| + 2'08" \| \| \| 8. \| Gilberto Simoni \| Italia \| + 2'16" \| \| \| 9. \| Viacheslav Yekímov \| Rusia \| + 2'21" \| \| \| 10. \| Aleksandr Shefer \| Kazajistán \| + 2'33" \| \| |                    |             |            |  |
| 1. | Pavel Tonkov       | Rusia       | 20h 22'46" |  |
| 2. | Chris Boardman     | Reino Unido | + 45"      |  |
| 3. | Beat Zberg         | Suiza       | + 1'04"    |  |
| 4. | Andrei Teteriouk   | Kazajistán  | + 1'27"    |  |
| 5. | Giuseppe Guerini   | Italia      | + 1'42"    |  |
| 6. | Peter Meinert      | Dinamarca   | + 1'54"    |  |
| 7. | Davide Rebellin    | Italia      | + 2'08"    |  |
| 8. | Gilberto Simoni    | Italia      | + 2'16"    |  |
| 9. | Viacheslav Yekímov | Rusia       | + 2'21"    |  |
| 10. | Aleksandr Shefer   | Kazajistán  | + 2'33"    |  |

| \| 1. \| Mario Cipollini \| Italia \| ?puntos \| |                 |        |         |
| 1.                                               | Mario Cipollini | Italia | ?puntos |

| \| 1. \| Laurent Madouas \| Francia \| ?puntos \| |                 |         |         |
| 1.                                                | Laurent Madouas | Francia | ?puntos |